# Уніон (Санта-Фе)
«Уніон» (ісп. Unión de Santa Fe) — аргентинський спортивний клуб з міста Санта-Фе. Найбільш відомий своєю футбольною командою.
В клубі також культивуються такі види спорту, як фехтування, баскетбол, хокей на траві, петанк, волейбол, поло, карате, плавання, крикет та софтбол.

## Історія

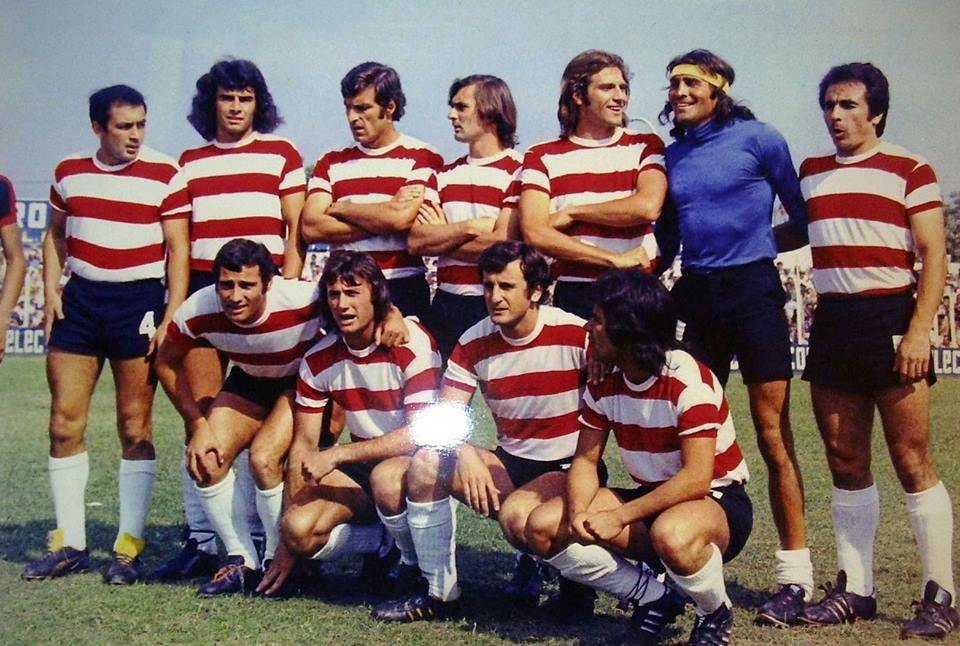
«Уніон» у 1975 році.

«Уніон» був заснований 15 квітня 1907 року. У 1965 році футбольна команда вперше пробилась в еліту аргентинського футболу і в наступні роки з поперемінним успіхом виступала у ньому, хоча кілька разів і вилітала. Найкращим результатом став фінал у 1979 році, в якому «Уніон» поступився «Рівер Плейту» і став віце-чемпіоном країни.
Найвідомішими футболістами, які виступали за «Уніон», є Леопольдо Луке, чемпіон світу 1978 року, і Нері Пумпідо, воротар національної збірної, що виграв чемпіонат світу в Мексиці 1986 року.

## Суперництво
Головним суперником «Уніону» є ще один клуб з Санта-Фе, «Колон». Дербі між цими командами, що отримало назву Clásico santafesino, є одним з найзапекліших у Аргентині.

## Відомі гравці
- Леопольдо Луке (1971), (1973–75), (1980–81)
- Уго Гатті (1974–75)
- Нері Пумпідо (1976–81), (1991)
- Карлос Трукко (1977–81), (1984–85)
- Даніель Кіллер (1984–86)
- Альберто Акоста (1986–88)
- Антоні де Авіла (1987–88)
- Клаудіо Боргі (1990–91)
- Рікардо Джусті (1991–92)
- Даніло Асеваль (1997–99)
- Пабло Кавальєро (1998–99)

## Відомі тренери
- Хуан Карлос Лоренсо (1975–76)
- Нері Пумпідо (лип. 1999–чер 01, вер. – гру 2012)
- Леонардо Маделон (січ.– гру. 2001, лип. 2017–)

## Досягнення
- Віце-чемпіони Аргентини (1): 1979 (Насьональ)